# Fort V der Festung Warschau

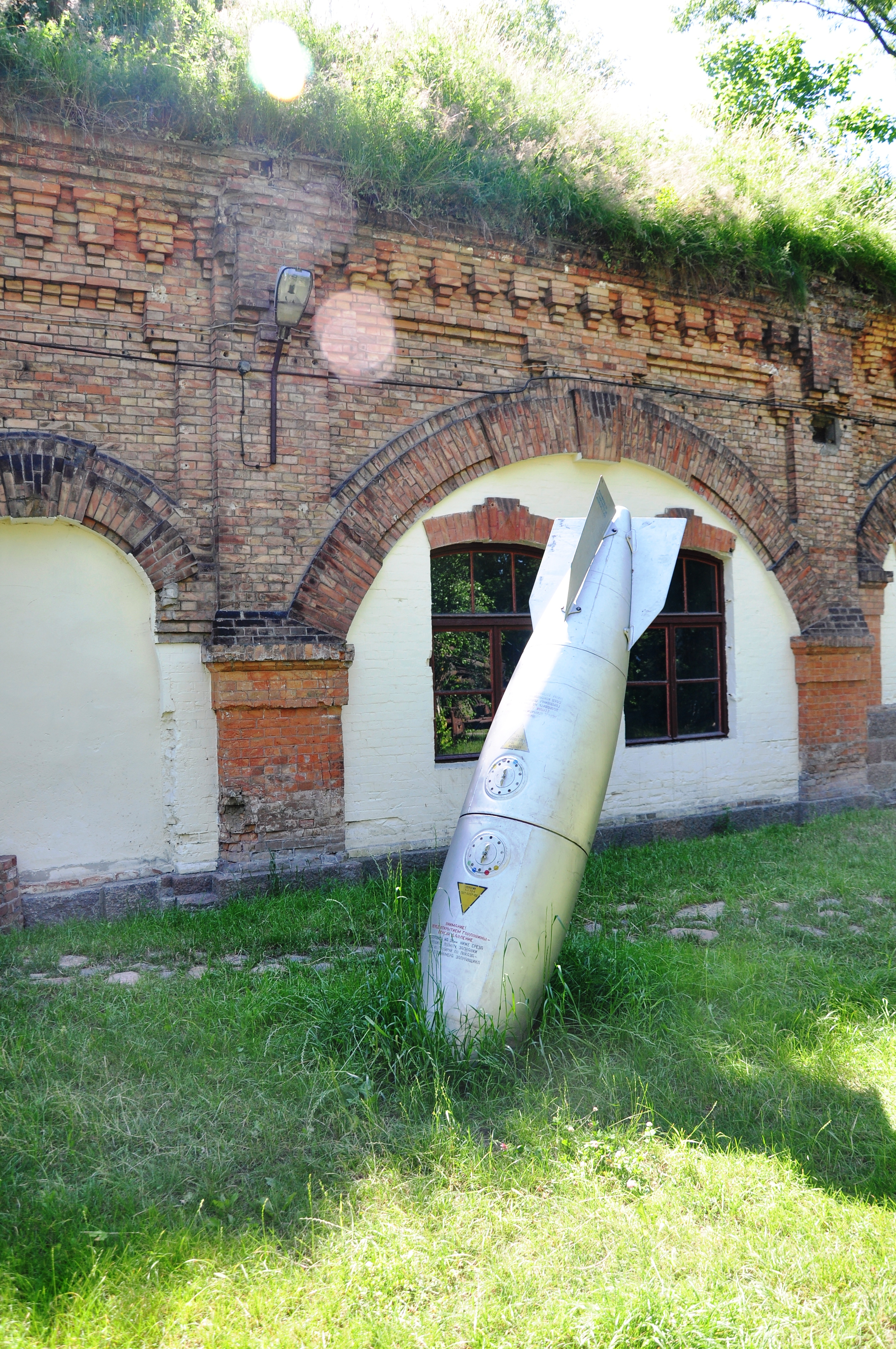
Abwurftank vor den teilsanierten Kasematten

Das Fort V der Festung Warschau (auch Fort „Włochy“ genannt) im Warschauer Stadtteil Włochy gehörte zum äußeren Verteidigungsgürtel der städtischen Befestigungsanlagen des 19. Jahrhunderts. Es wird heute zum Teil von einem Militaria-Verein genutzt. Außerdem wird es bis Ende 2011 teilweise zu einem Sport- und Erholungszentrum für Anwohner umgebaut.

## Geschichte
Das Fort wurde vermutlich in den frühen 1880er Jahren gebaut. Es befand sich in der Nähe der damaligen Ortschaft Włochy, die erst 1951 in die Stadt Warschau eingemeindet wurde. Die Anlage liegt in der flachen Warschauer Ebene etwa 110 Meter über dem Meeresspiegel; hier existieren keine natürlichen Barrieren. Aufgabe des Forts war es, die Stadt gegen Angriffe aus dem Südwesten zu verteidigen und die etwa einen Kilometer entfernt gelegene Eisenbahnlinie Warschau-Wien zu sichern. Anschlussforts in je etwa zwei Kilometer Entfernung waren die Forts IV („Chrzanów“) im Nordwesten und VI („Okęcie“) im Südosten.
Es handelt sich um ein typisches Artilleriefort aus der Zeit der russischen Besetzung Warschaus. Die fünfeckige Anlage beinhaltete zwei Schutz- und Verteidigungswälle (je einen für Infanterie und Artillerie), deren Schenkel im Frontbereich sich in einem Winkel von annähernd 180 Grad in der Spitze treffen. Von der Spitze bis zu den Schultern verlief eine Kaponniere. Die Anlage war von einem trockenen Graben umgeben. Die Gesamtausdehnung mit den ursprünglich unbebauten Außenbereichen betrug 35 Hektar. Das Fort ist heute von den Straßen Na Krancu, Ryżowa, Dzieci Warszawy-, Badylarska und Dojazdowa sowie im Norden und Südwesten von dem zweigeteilten Friedhof von Włochy umgeben.
Im Rahmen der durch die Brisanzgranatenkrise verursachten Modernisierung des Forts zu Beginn der Jahrhundertwende wurden die Gebäude gegen Artilleriebeschuss verstärkt. Der Hauptwall wurde erhöht und die aus Ziegelstein errichteten Kasematten erhielten verstärkende Betonelemente. Der am 31. Januar 1909 ergangene Befehl zur Schleifung der Warschauer Festungsanlagen sah verschiedene Ausnahmen vor. So wurde im Bericht des Warschauer Militärbezirks (Sztabu Warszawskiego Okręgu Wojennego) vom 18. November 1910 erwähnt, dass das Fort V erhalten werden solle. Dennoch kam es in Folge zu einem Teilabriss der Anlagen.

### Zweiter Weltkrieg
Bei den Abwehrkämpfen im September 1939 spielte das Fort keine Rolle. Während der Kämpfe in der deutschen Besatzungszeit dienten die Kasematten der Bevölkerung als schützender Unterstand. Nach dem Zweiten Weltkrieg wurden Kasematten und Gelände des Forts von verschiedenen Firmen – vor allem Straßenbauunternehmen – genutzt. Auch eine Marktforschungsgesellschaft siedelte sich hier an und errichtete neue Gebäude auf dem Gelände.

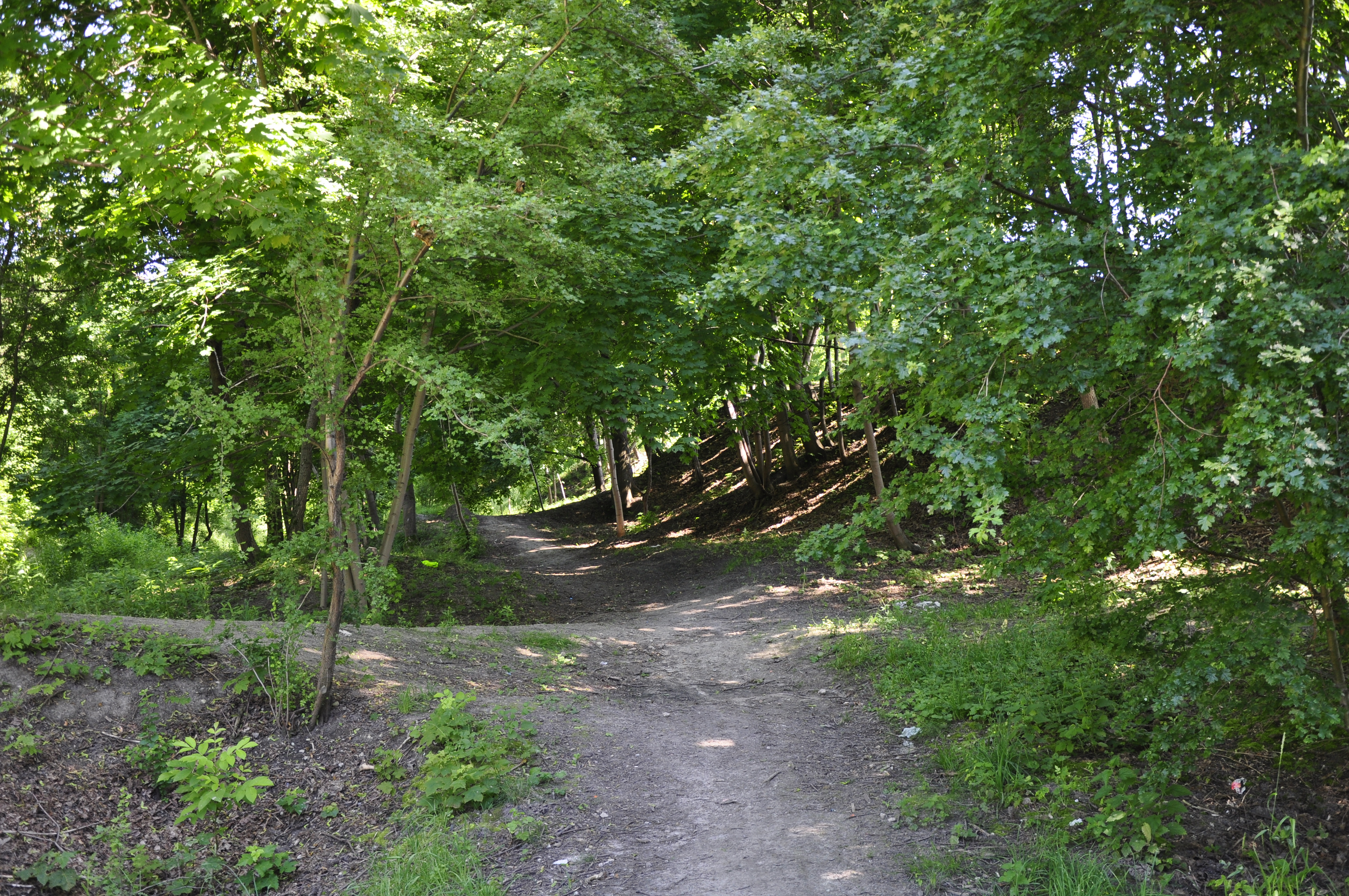
Jetzt bewaldeter Graben zwischen Haupt-verteidigungsstellung und Frontwall
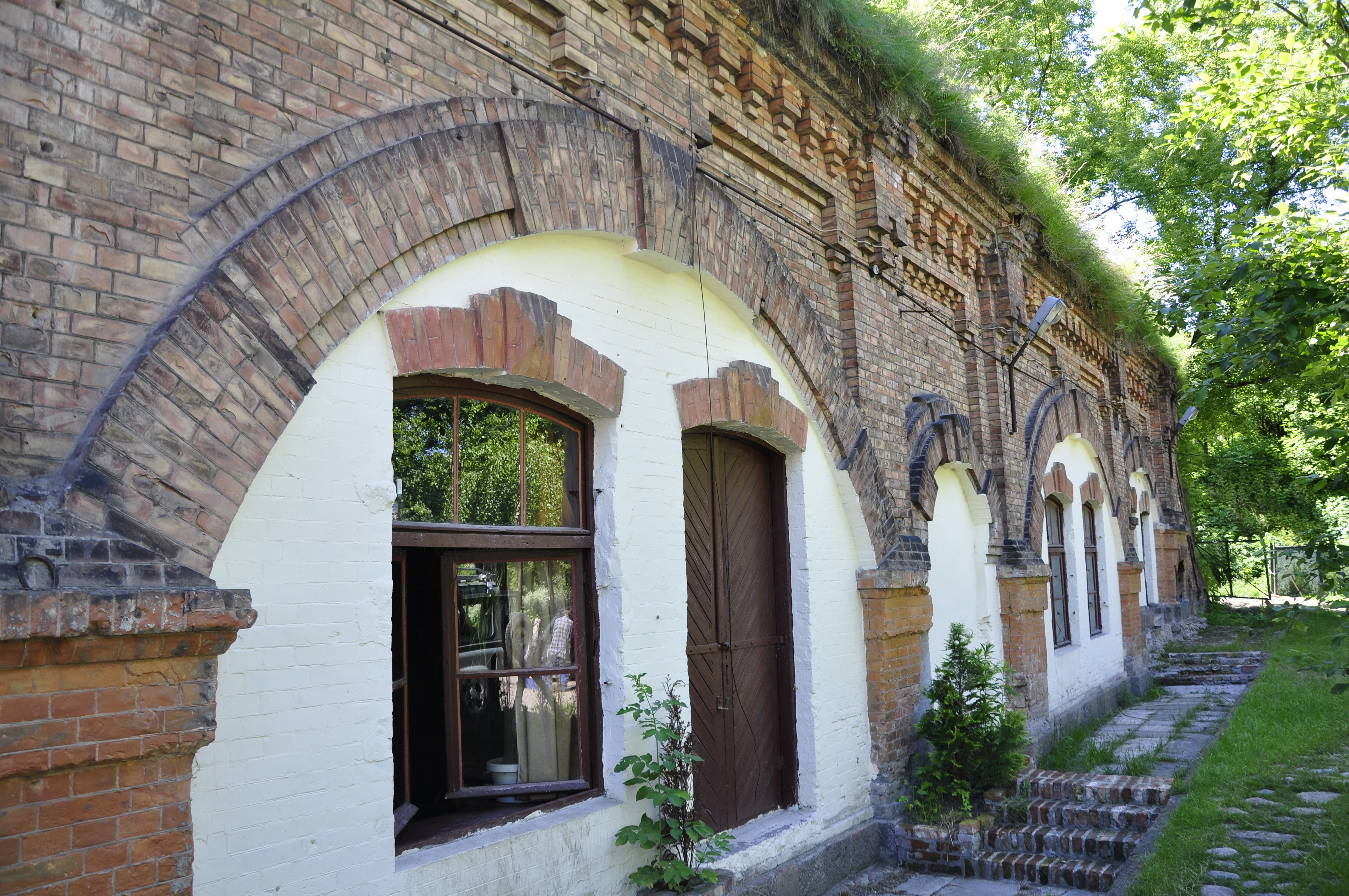
Teilsanierte und genutzte Gebäudeteile
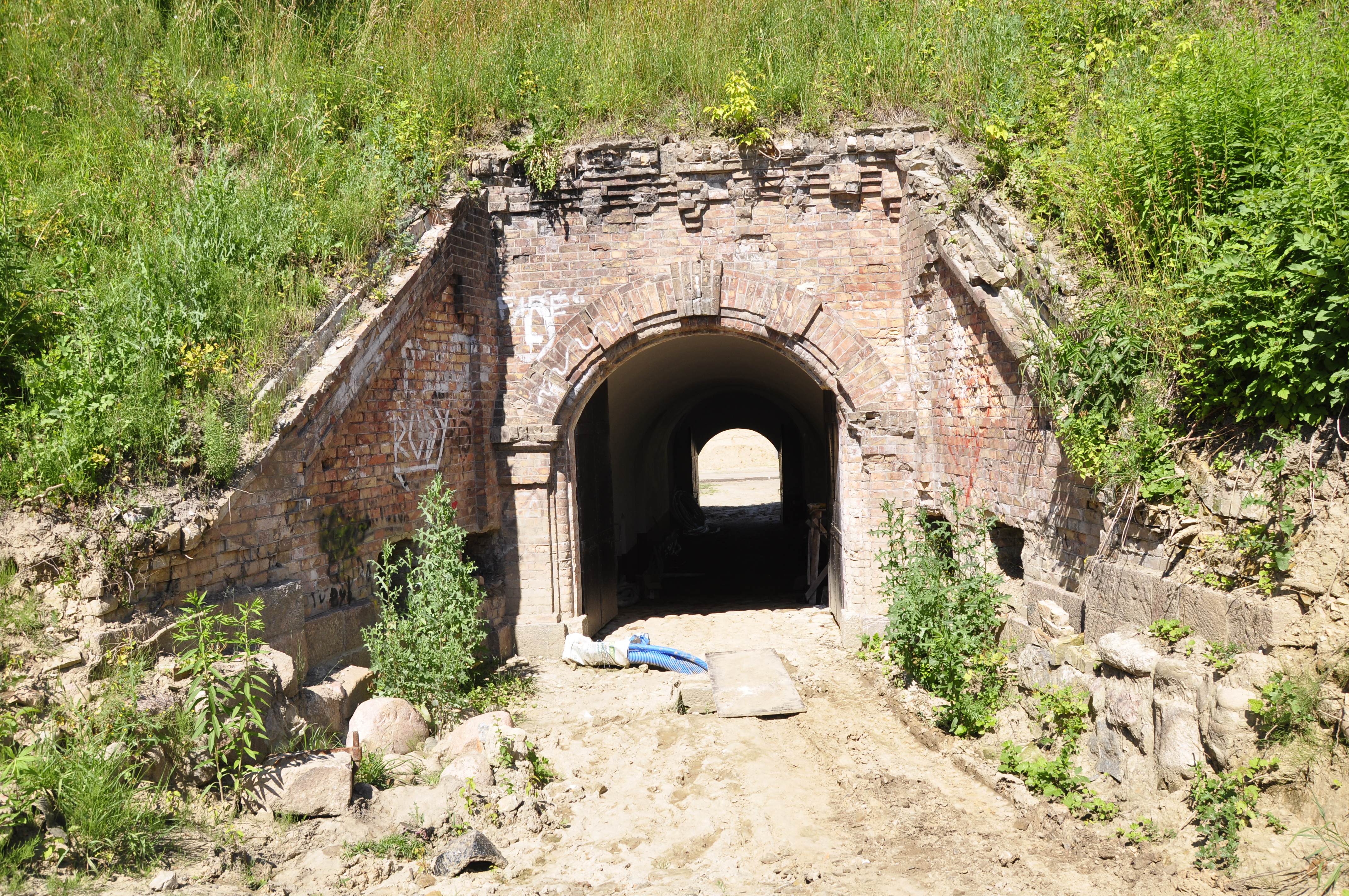
Durchfahrt der hinteren Kasematten von der Südseite
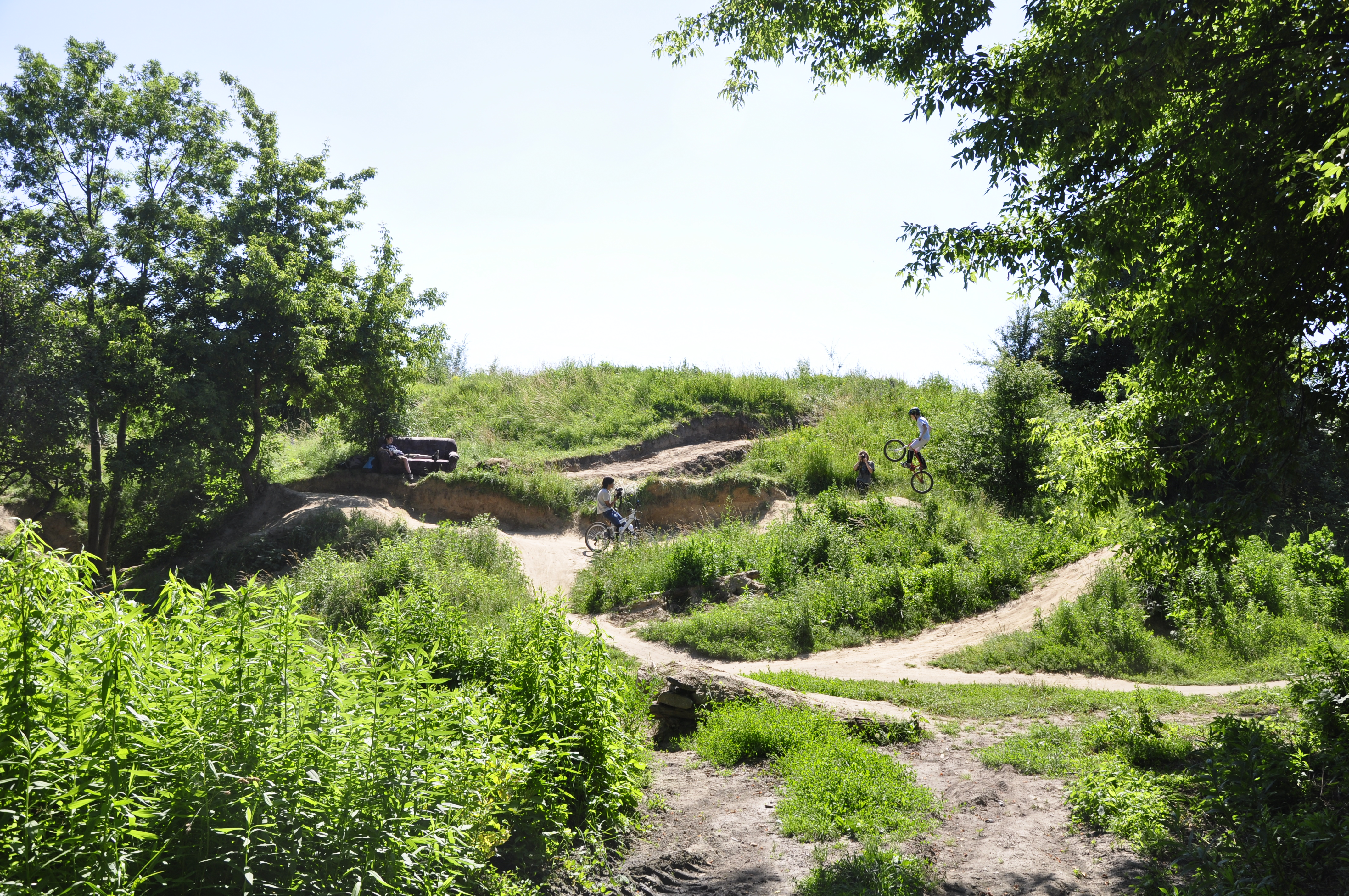
Kinder nutzen den Innenbereich als Spielplatz

### Aktuelle Entwicklung
Die gesamte Anlage ist in einem verhältnismäßig guten Zustand, wenn es auch in den letzten Jahren zu Schädigungen durch Anwohner kam. Große Teile des Grabens sind – bewaldet – vorhanden, die beiden Wälle sind noch deutlich erkennbar. Die Kasematten im rückwärtigen Wall sind erhalten und werden genutzt. Die ehemalige Esplanade sowie der rückwärtige Kehlbereich wurden zu einem Friedhofsgelände der Gemeinde der Heiligen Theresa (Cmentarz parafialny Sw. Teresy od dz. Jezusa) umgewidmet.
Neben den Aktivitäten des Militaria-Vereins wird der Innenbereich des Forts von Jugendlichen als Spielplatz genutzt. Derzeit finden umfangreiche Bauarbeiten statt, durch die ein Großteil des Fortgeländes zu einem Sport- und Naherholungsbereich der Gemeinde umgewandelt werden soll. Neben einem Fußballplatz sind auch Tennisplätze geplant bzw. finden sich im Bau. Die Neugestaltung des Geländes soll optisch an die ehemalige Struktur des Forts angelehnt werden, so sollen auch frühere Gebäude und Wallstrukturen wieder aufgebaut werden. Ebenfalls wird der nördliche Teil der Kasematten saniert. Die dort befindlichen Schornsteine sind teilweise bereits ausgegraben (siehe Fotos) und saniert worden.

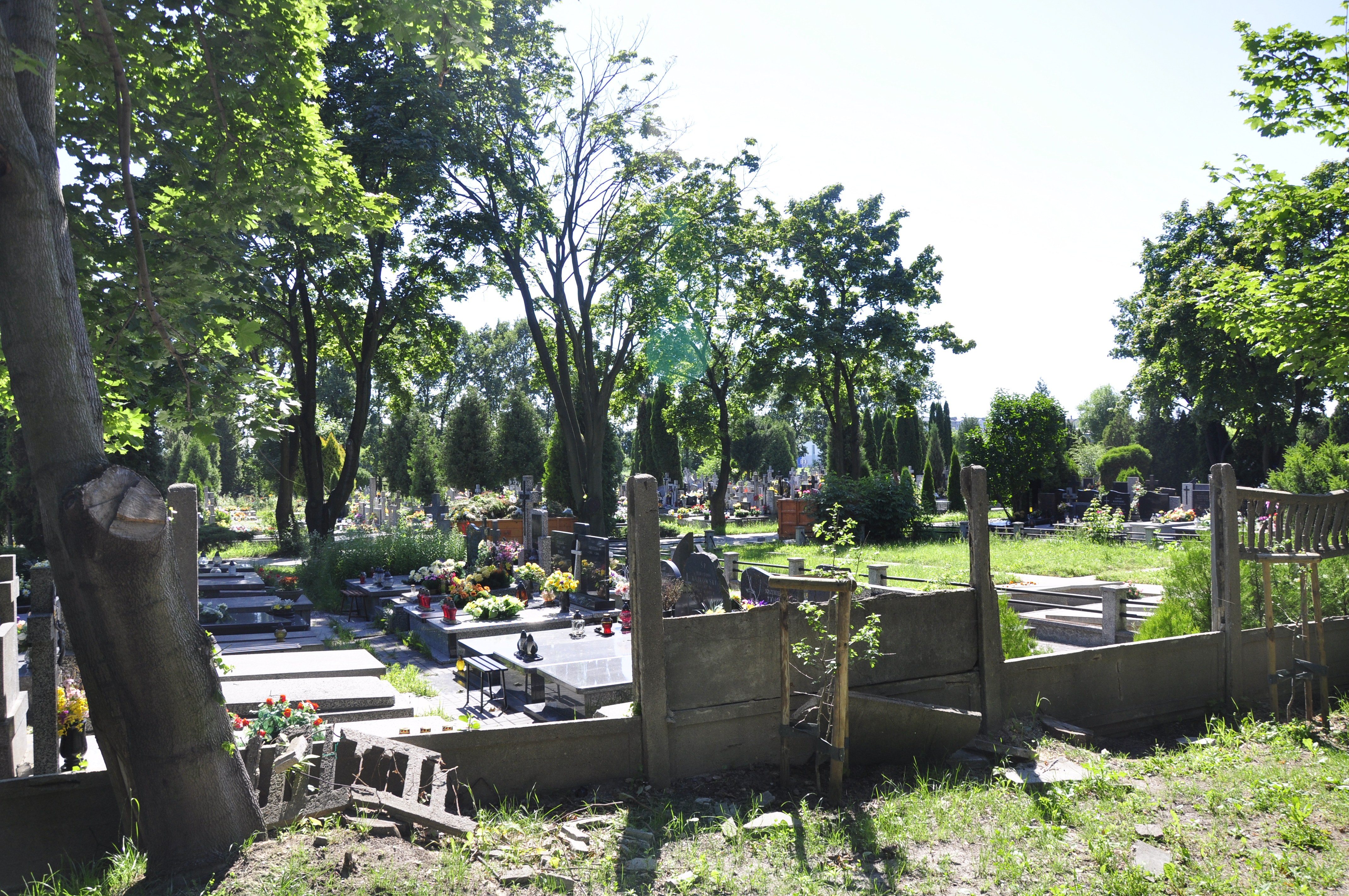
Friedhofsanlagen im Norden und Süden des Forts
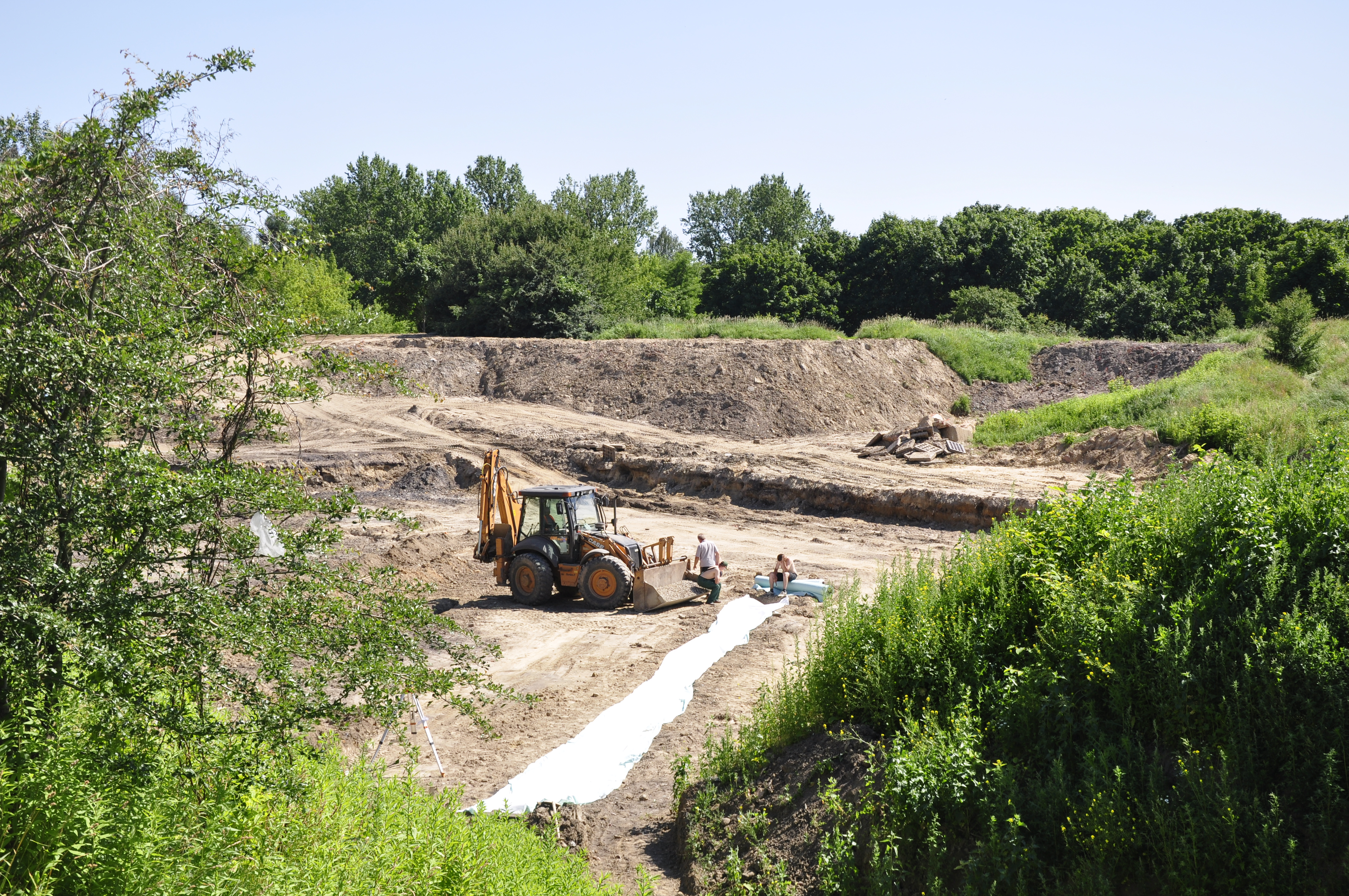
Bauarbeiten im Sommer 2010 zur Umwidmung des Innenbereiches als Naherholungsgebiet
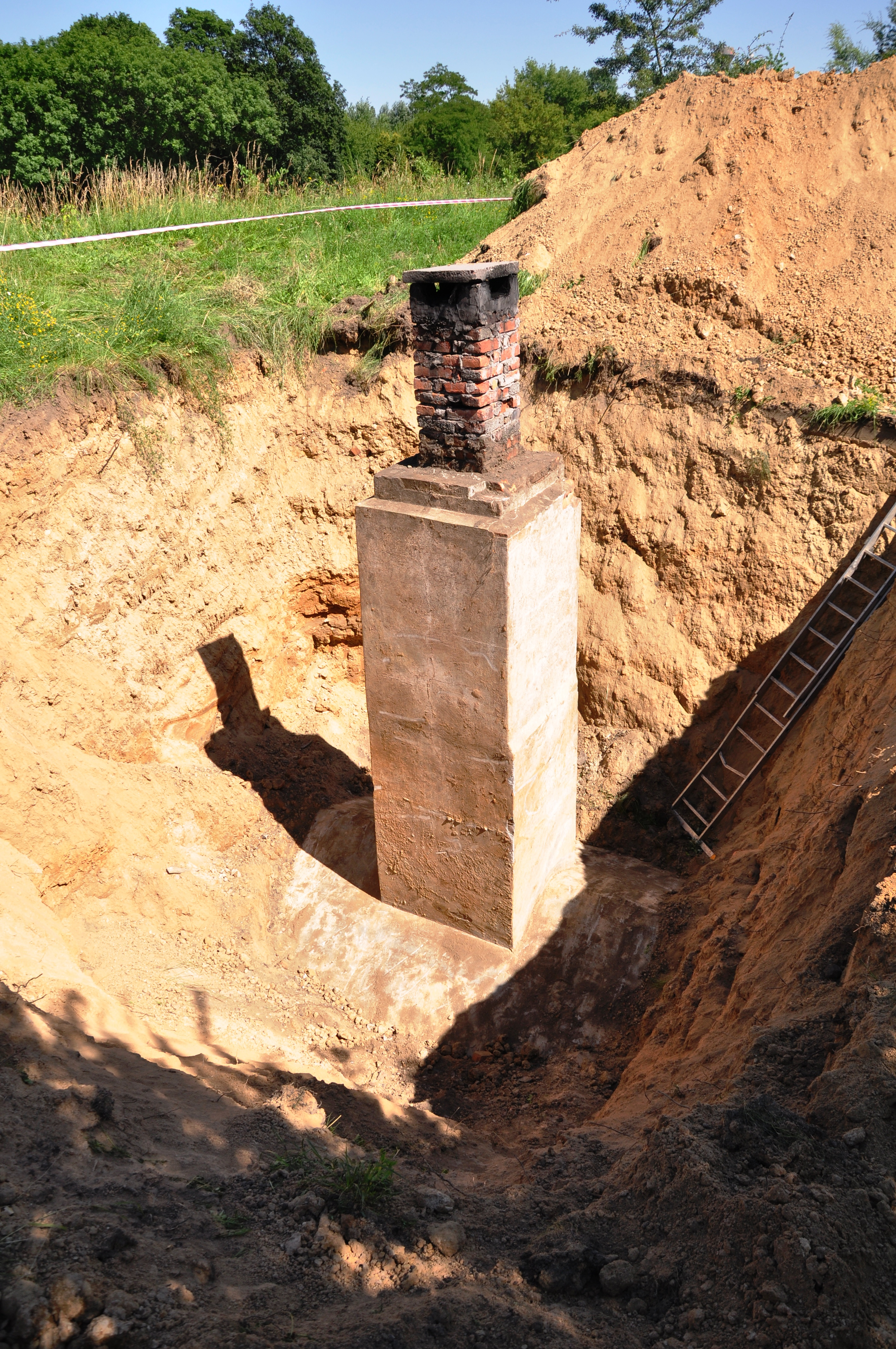
Etwa 3 Meter tief ausgegrabener Schornstein auf dem Kasemattendach
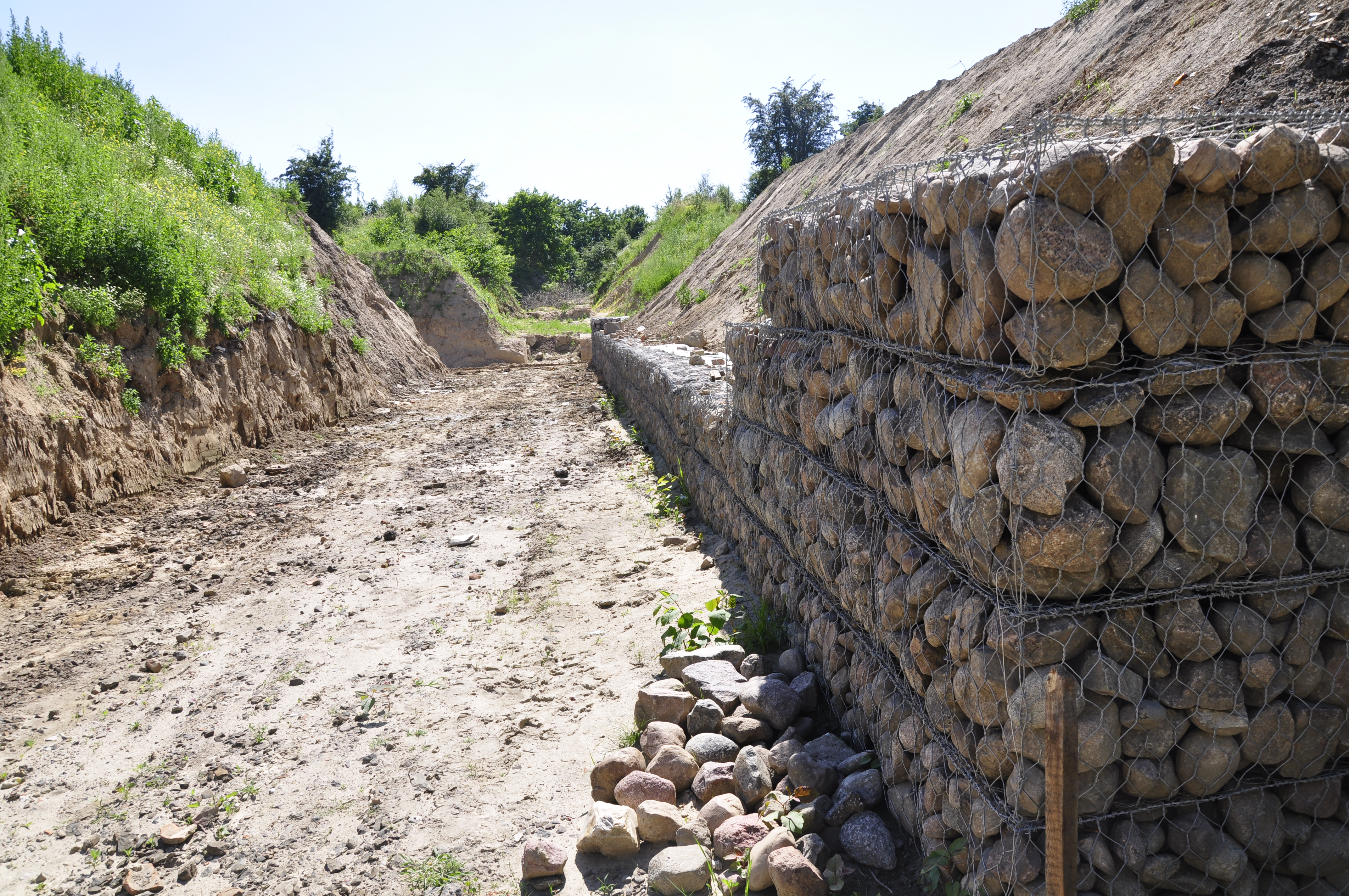
Rekonstruktionsmaßnahmen im Verlauf des ehemaligen Tunnels zur Frontstellung

## Fundacja Ochrony Zabytków Techniki Wojskowej
Die auf dem Gelände angesiedelte Stiftung zum Erhalt historischer Militärtechnik (Fundacja Ochrony Zabytków Techniki Wojskowej) wurde von Privatpersonen gegründet. Sie unterhält Aufenthaltsräume und Werkstätten im nordwestlichen Teil der Kasematten, den sie selbst renoviert hat und unterhält. Im Hofbereich werden historische Militärfahrzeuge aufbewahrt; darunter befinden sich Radfahrzeuge, Panzer und Geschütze. Ziel der Stiftung ist die Instandsetzung und der Erhalt von militärischem Gerät vor allem aus der Zeit nach dem Zweiten Weltkrieg sowie die Weiterbildung in Militärtechnik und -geschichte.

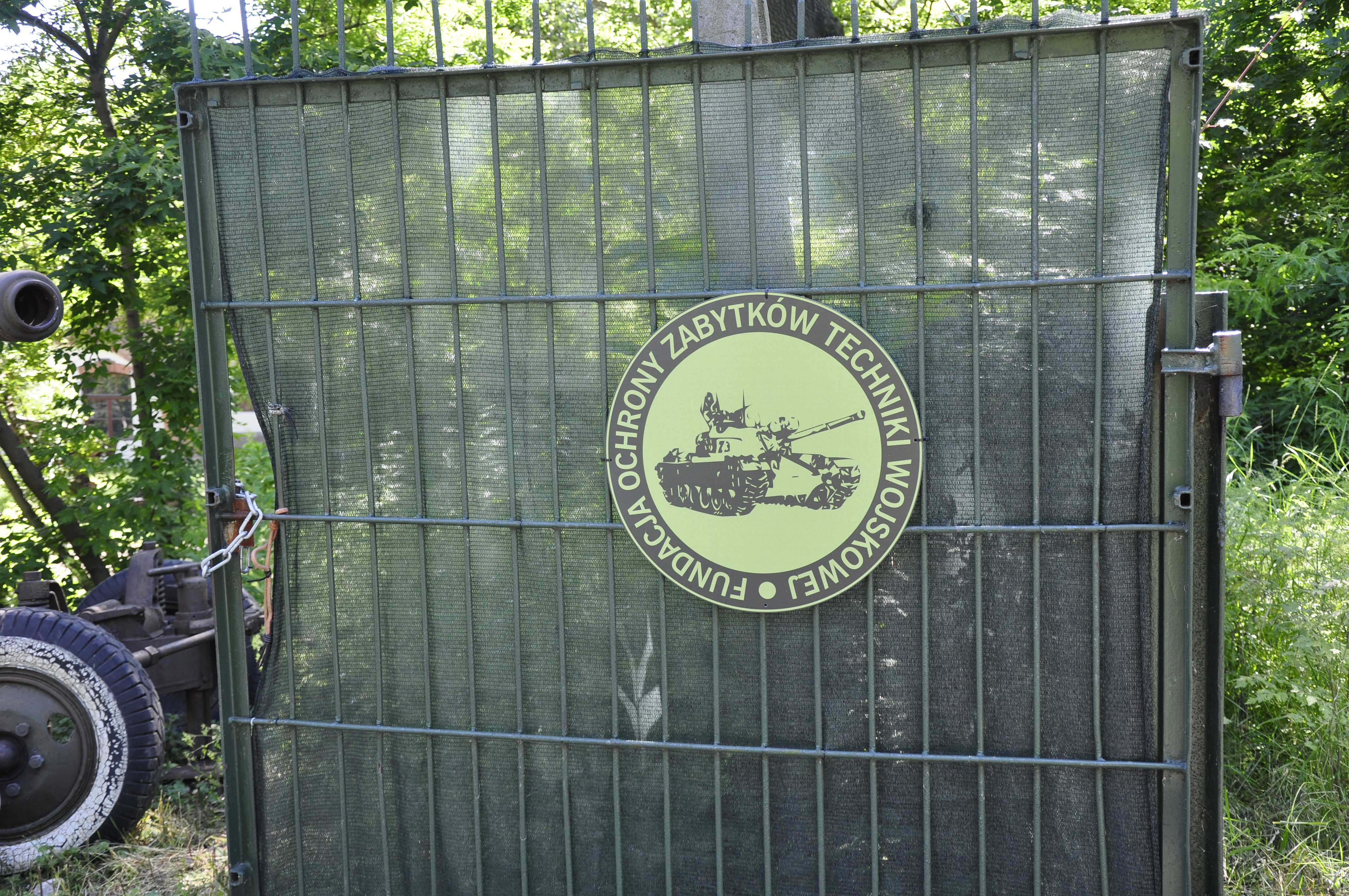
Eingang zum und Emblem des Militaria-Vereins
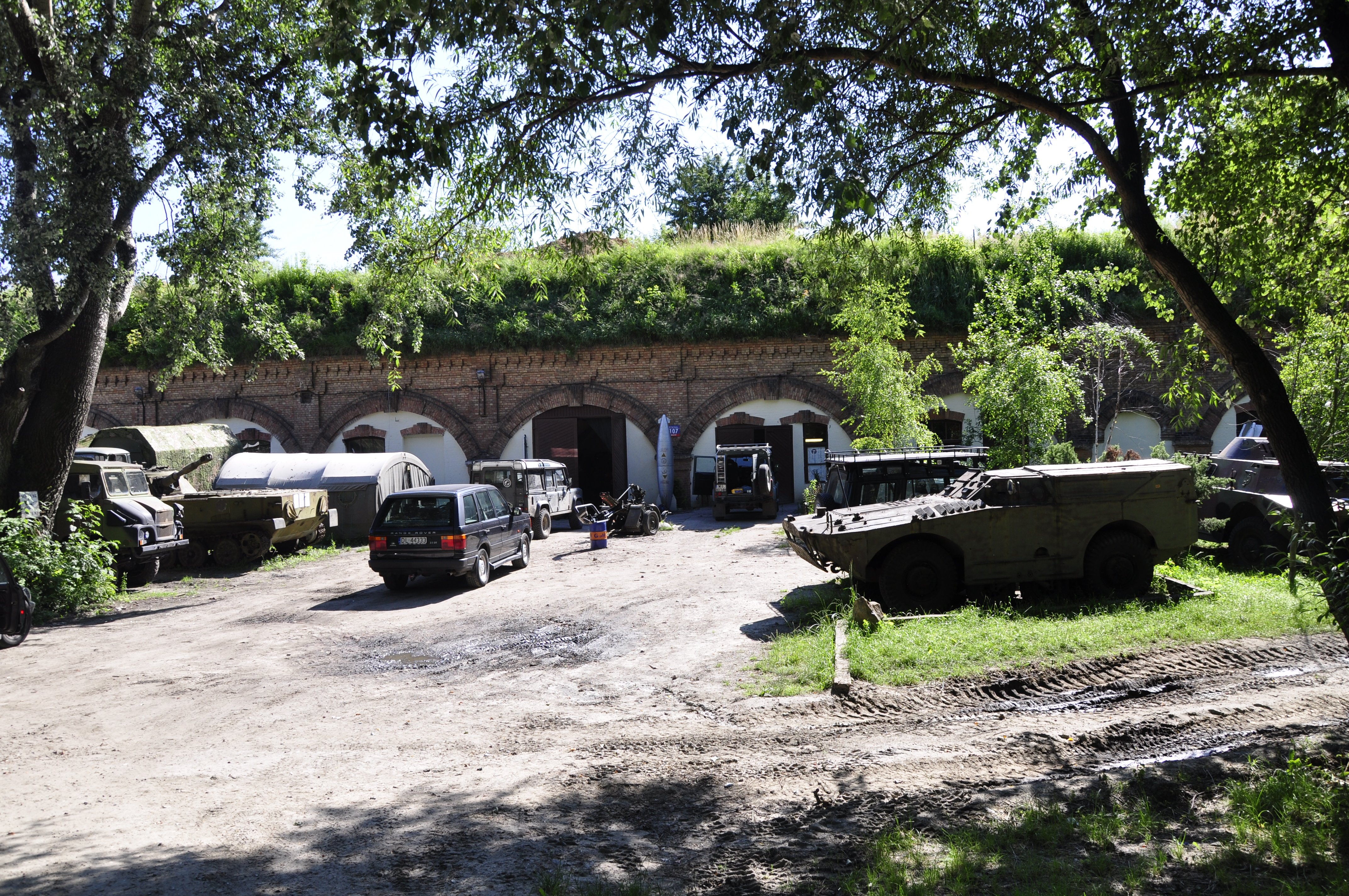
Das Gelände des Militaria-Vereins
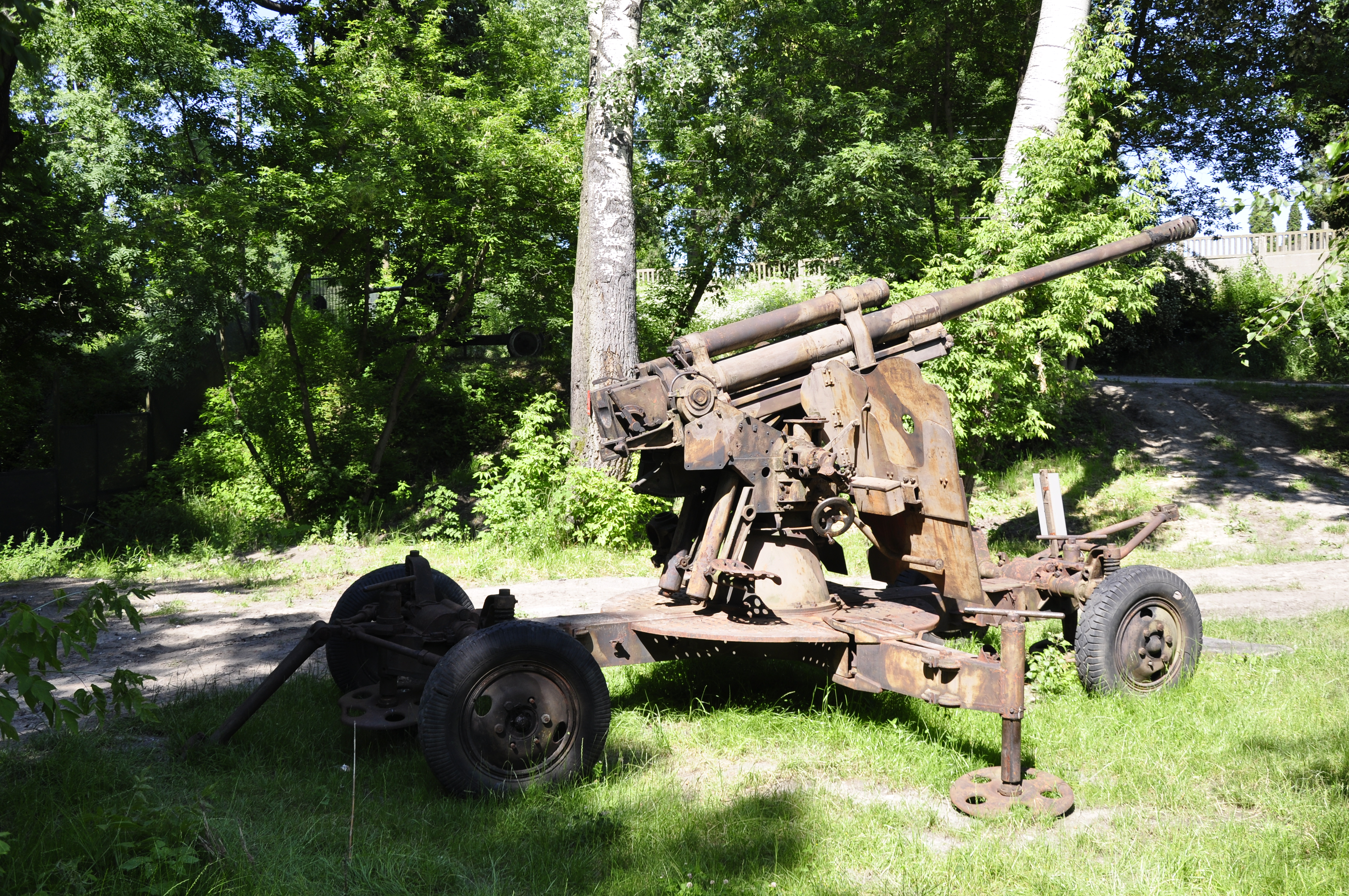
Sowjetische 85-Millimeter Flugabwehrkanone (KS-1)
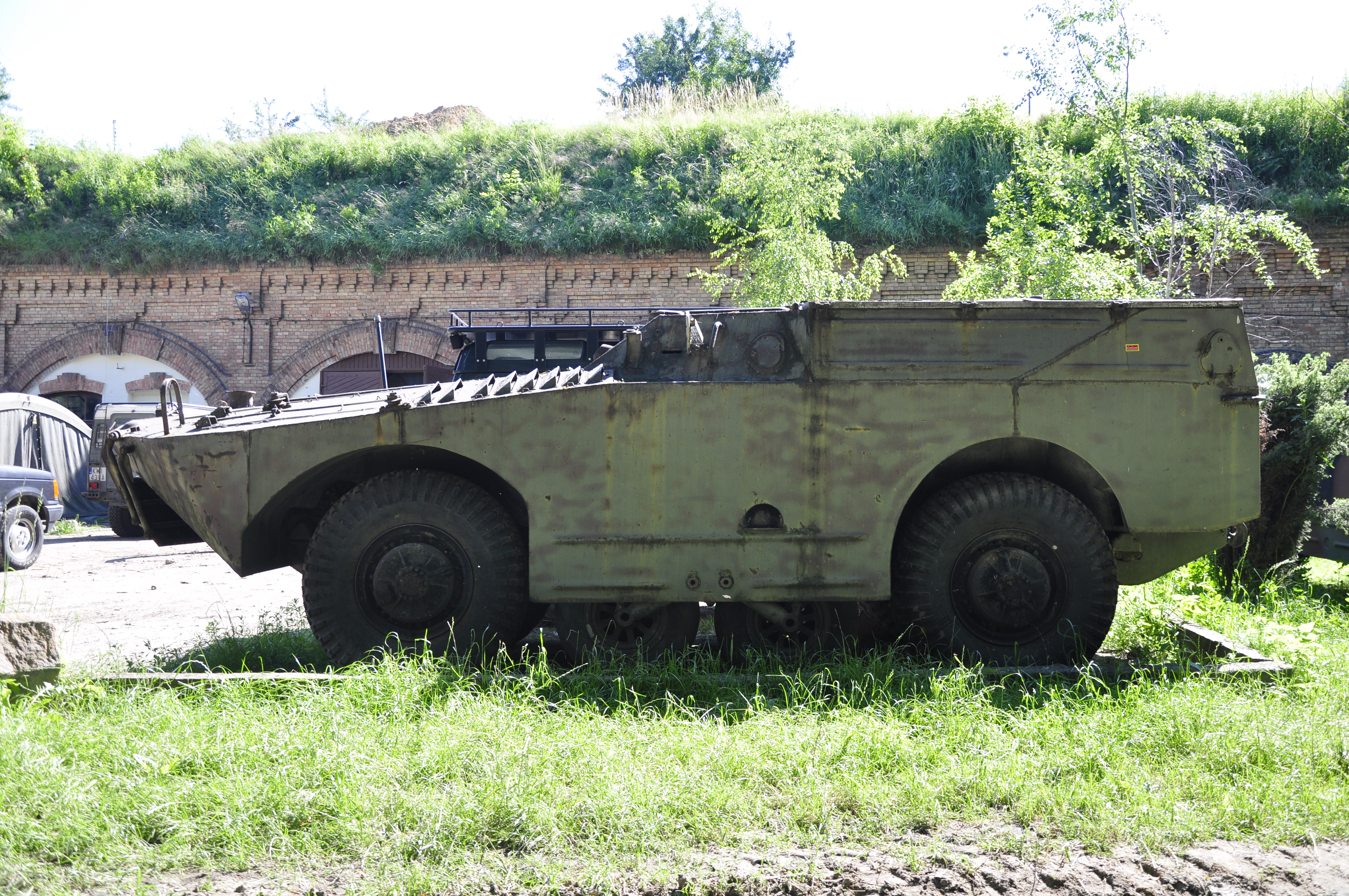
Sowjetischer BRDM-1